# 香港駕駛執照
香港駕駛執照（ホンコンがしょうしっしょう）とは、運輸署が発行している運転免許で、正式名称を「香港特別行政区駕駛執照」という。有効期間は10年。

## 審査手続
香港では、満18歳以上は私家車、軽型貨車及び自動二輪車の駕駛執照が取得可能。満21歳以上及び香港あるいは香港運輸署が認可した国において3年以上の運転経験がある者はその他の駕駛執照が取得可能。

## 免許の種類
| 編号 | 車両類別     | 備註 |
| ---- | ------------ | --- |
| 1    | 私家車       | 私家車は乗車定員7人以下（ドライバーを除く）の車両。 |
| 2    | 軽型貨車     | 軽型貨車は車両総重量5.5トン以下の貨車（客貨車を含む）。私家車執照（1号牌）の未取得者で、軽型貨車執照試験の合格者。 |
| 3    | 電単車       | 機動三輪車執照（22号牌）未取得者で、電単車執照試験の合格者。 |
| 4    | 私家小型巴士 | 小型巴士は乗車定員19人以下（ドライバーを除く）及び車両総重量5.5トン以下の車両。私家小型巴士執照と公共小型巴士執照は同一の試験が行われる。これは商用車両執照である。 |
| 5    | 公共小型巴士 | 小型巴士は乗車定員19人以下（ドライバーを除く）及び車両総重量5.5トン以下の車両。私家小型巴士執照と公共小型巴士執照は同一の試験が行われる。これは商用車両執照である。 |
| 6    | 的士         | これは商用車両執照である。タクシー運転手のみの試験である。 |
| 9    | 私家巴士     | 巴士は乗車定員19人以上（ドライバーを除く）の車両。私家巴士執照と公共巴士執照は同一の試験が行われる。私家小型巴士執照（4号牌）と公共小型巴士執照（5号牌）の未取得者で、私家巴士執照及び公共巴士執照試験の合格者。これは商用車両執照である。                                                                                      |
| 10   | 公共巴士     | 巴士は乗車定員19人以上（ドライバーを除く）の車両。私家巴士執照と公共巴士執照は同一の試験が行われる。私家小型巴士執照（4号牌）と公共小型巴士執照（5号牌）の未取得者で、私家巴士執照及び公共巴士執照試験の合格者。これは商用車両執照である。                                                                                      |
| 15   | 傷残者車両   | |
| 16   | 政府車両     | 公務員のみ取得可能。 |
| 17   | 専利公共巴士 | 専利巴士公司に勤務していれば取得可能。現在香港の専利公共巴士は全てオートマチックトランスミッションではなく専利巴士の大部分はマニュアルトランスミッションであり、マニュアルトランスミッションのみ私家巴士執照（9号牌）と公共巴士執照（10号牌）の合格者が取得できる。これは商用車両執照である。                                   |
| 18   | 中型貨車     | 中型貨車は車両総重量5.5トン以上24トン以下の貨車。軽型貨車執照（2號牌）の未取得者で、中型貨車執照試験の合格者。これは商用車両執照である。 |
| 19   | 重型貨車     | 重型貨車は車両総重量24トン以上の貨車。軽型貨車（2号牌）あるいは中型貨車執照（18号牌）の未取得者で、重型貨車執照試験の合格者。これは商用車両執照である。 |
| 20   | 掛接車両     | 中型貨車（18号牌）あるいは重型貨車（19号牌）取得者は取得可能。重型貨車執照（19号牌）の未取得者で、掛接車両執照試験の合格者。これは商用車両執照である。 |
| 21   | 特別用途車両 | 軽型貨車（2号牌）、中型貨車（18号牌）あるいは重型貨車（19号牌）の取得者は取得でき、特別用途車両執照取得者で軽型貨車（2号牌）あるいは中型貨車（18号牌）の取得者は、車両総重量5.5トン以上24トン以下の車両が運転可能。特別用途車両は路面清掃車、クレーン車、電気試験車、アイスクリームトラック等である。これは商用車両執照である。 |
| 22   | 機動三輪車   | |